# Grtovec
Grtovec is een plaats in de gemeente Budinščina in de Kroatische provincie Krapina-Zagorje. De plaats telt 396 inwoners (2001).